# Themarohystrix hyalina
Themarohystrix hyalina är en tvåvingeart som beskrevs av Hardy 1986. Themarohystrix hyalina ingår i släktet Themarohystrix och familjen borrflugor. Inga underarter finns listade i Catalogue of Life.